# Girl 13
Traci Trece, también conocida como Girl 13 o (Traci Thirteen), es una superheroína que aparece en los cómics estadounidenses publicados por DC Comics. El personaje apareció por primera vez en Superman vol. 2 #189 (febrero de 2003), y fue creado por el escritor Joe Kelly y el artista Dwayne Turner. Traci es la hija de la hechicera Meihui Lan y el Doctor Trece; este último es un reconocido investigador y un escéptico de lo sobrenatural. A pesar de que su padre desaprueba sus poderes místicos, con el tiempo Traci se separa de su padre y comienza su propia carrera de superheroina como hechicera, utilizando sus habilidades mágicas y de detective que le enseñaron su padre y Elongated Man. Su especialidad es la «magia urbana», que le permite aprovechar la magia de las ciudades. A lo largo de sus apariciones, Traci se convierte en aliada de la Familia Superman y ha estado relacionada con varios equipos de superhéroes, incluyendo la Liga de la Justicia Oscura, Night Force y Liga de la Justicia Queer. Inicialmente fungió como interés amoroso del héroe Blue Beetle (Jaime Reyes). En historias más recientes, su origen asiático es más prominente y es presentada como queer, fungiendo también el interés amoroso de Natasha Irons.
Traci 13 ha hecho varias apariciones animadas en los medios, apareciendo en Teen Titans: The Judas Contract y debutando en la tercera temporada de Young Justice con la voz de Lauren Tom. En esta versión se llama Traci Thurston.

## Historial de publicaciones
Traci 13 apareció por primera vez en Superman vol. 2 #189 (febrero de 2003), creado por Joe Kelly y Dwayne Turner.

## Biografía ficticia
La última en la larga línea de «Homo Magi», humanos nacidos con poderes innatos de hechicería, Traci tiene prohibido por su padre, el Doctor Trece, practicar magia, ya que su madre, Meihui Lan, murió debido a influencias mágicas.
Traci se trasladaría a un sector de la ciudad de Metrópolis conocida como Suicide Slum, un barrio bajo, en donde fue enfática a decidir por su cuenta de vivir sola (con su iguana mascota Leeroy). Allí comenzó a utilizar la magia urbana de Metrópolis, y asumió la identidad de Girl 13, convirtiéndose en una especie de Superheroína. Allí, conoció a Superboy (Conner Kent), que se sintió atraída por ella, pero el sentimiento no fue mutuo. Ella usó su magia para defender a un Superman herido de un ninja fantasmal, con sus compañeras Supergirls, Natasha Irons (la sobrina del héroe conocido como John Henry Irons, alias Steel) y Cir-El, con quienes formaron una amistad. El ataque perpetrado por parte del El Espectro hacia la magia, durante los acontecimientos de Dia de la Venganza, no afectó en gran parte sus poderes.

### Dia de la Venganza
En el One-Shot Dia de la Venganza: Crisis Infinita Especial #1, Traci se unió a un grupo de héroes con poderes místicos, entre ellos el Doctor Occult, Phantom Stranger, Rex, el perro maravilla, con la misión de limpiar el desastre mágico causado por El Espectro. Como la Roca de la Eternidad había sido fracturada y destruida, al ser detonada sobre Gotham City, había desencadenado múltiples horrores místicos. El grupo pronto recrearía la roca para que fuese restaurada, atrapando a los demonios liberados una vez más.

### Un año después
Posteriormente, volvería a residir con su padre en la mansión Doomsdbury, un hogar ancestral de la familia, algo que la molestó mucho por su escepticismo y la perspectiva que la acusó de aburrimiento. Durante las páginas del cómic Blue Beetle #16 se había establecido que Traci estuvo un tiempo con Ralph Dibny cuando la crio y la entrenó junto con su esposa Sue en algún momento tras la muerte de su madre. Un miembro de los Crotoans, la organización de detectives paranormales vista en las páginas de la maxiserie 52, viajaron alrededor del mundo a veces con su padre, y algunas veces solo, luchando contra diferentes amenazas sobrenaturales con sus crecientes habilidades mágicas. Recientemente comenzó una relación con el nuevo Blue Beetle Jaime Reyes. Como resultado de que Jaime se convirtió en miembro de tiempo completo de los Teen Titans, ella también comenzó a relacionarse con los compañeros de Jaime, al participar con los Titanes en una aventura navideña. Durante un período de tiempo, Red Devil pareció sentirse molesto por la presencia de Traci mientras ella distraía a su nuevo amigo Blue Beetle. Sin embargo, después de que ella le compró una serie de videojuegos bastante deseados, ella rápidamente fue aceptada por Eddie (Red Devil). También aparecería en la portada de los Teen Titans #66 en la que se le reconoció como miembro potencial del equipo. Optaría por no unirse, sin embargo, sintiendo que sería demasiado extraño estar con su novio en el equipo, a pesar de lo que pudiese ser divertido que sería meterse con su cabeza. Sin embargo, Traci seguiría siendo miembro honoraria y aliada de los Titanes, por lo que les ayudaría cuando la necesitasen, especialmente durante los disturbios en la prisión causados por Shimmer y Jinx, usando su magia para desactivar la conexión de Jinx con la Tierra, deshaciendo así su hechizo de barrera.
A partir de mayo del 2010, Traci comenzaría coprotagonizar un papel en una historia suplementaria en la serie de los Teen Titans junto a Black Alice y el primo de Zatanna, Zachary Zatara. La historia de fondo de Traci finalizaría en septiembre del 2010, cuando los Teen Titans volvieron a un formato de 22 páginas.

### DC: Renacimiento
Durante el evento DC: Renacimiento de 2016, se presentó una versión más nueva de Traci 13. El personaje aparentemente conserva algo de su historia anterior en su versión anterior, siendo la hija de la bruja y mago homo Meihui Lan y el Doctor Terry Thirteen, un conocido cazador de fantasmas y escéptico. A diferencia de las versiones anteriores, la familia Trece se representa como una línea familiar de detectives e investigadores que generalmente son irracionalmente escépticos de lo sobrenatural. También se expresa que en esta continuidad, si bien se desconocen las circunstancias exactas de cómo murió su madre, su padre culpa a Traci y le prohíbe usar sus habilidades mágicas. Cuando él desapareció repentinamente, ella se convirtió en una solucionadora de problemas independiente especializada en lo sobrenatural en Metrópolis. Más tarde se reunió con su padre, quien se reveló que estaba poseído por demonios poco después de la muerte de su madre.

#### Superwoman(2016- 2017)
Traci aparece por primera vez en la historia de Who Killed Superwoman, advirtiendo a Steel, Natasha y Lana de los planes de Lena Luthor, quien desde entonces tomó la identidad de "Ultrawoman", convirtió su cuerpo en un chasis mecanizado y trabajó para desacreditar a su hermano, Lex Luthor. (ahora conocido como el «Superman de Metrópolis»), quien usó su condición parapaléjica (a la que inadvertidamente contribuyó debido a su arrogancia en el pasado con respecto a sus tratamientos) a su favor ya que sus contribuciones a LexCorp se mantuvieron en secreto con Lex ganando todo el crédito. Al crear a Bizarro Superwoman como sus sirvientes, comenzó a causar estragos en Metrópolis, lo que provocó la atención de Traci 13 debido a la naturaleza de sus poderes, lo que la hizo sentir afinidad por su bienestar, incluida la preocupación por los actos que dañan la ciudad misma.
Traci aparece más tarde en la historia de Midnight Hour, con Natasha y Traci saliendo y los poderes de Traci debilitados. Ella ayuda a la familia Superman y Maxima a luchar contra la entidad conocida como M1dn1ght, un programa de computadora creado por Lena Luthor que Superwoman le dio previamente sin querer a través de sus poderes, usando sus poderes para investigar la conexión entre el programa y Lena. Ella informa al equipo de la conexión ya que M1dn1ght usa agujeros negros para secuestrar a civiles de Metrópolis. M1dn1iht logra capturar a Superwoman, revelando su origen como un programa creado para salvar a Lena en caso de que sea capturada como un mecanismo de seguridad, antes de que Superwoman escape. Más tarde, Traci usa sus poderes para enviar a Superwoman al "Vacío", una dimensión digital de código de computadora para luchar contra M1dn1ght una vez más, quien desde entonces ha trabajado para independizarse de la programación de Lena. No mucho después de que Steel y otros ciudadanos fueran salvados por la fusión temporal de las mentes de Superwoman y M1dn1ght, se menciona que Traci estaba trabajando con la Familia Superman en el monitoreo de los escáneres policiales de Metropolis en busca de actividades delictivas.

### Universo DC (2018- Actual)
Entre sus apariciones en Superwoman y Raven: Daughter of Darkness , Natasha menciona en la serie Titans Special de 2018 que tanto Traci como Natasha se habían separado. En la serie Raven: Daughter of Darkness, Barón Winters se acerca más tarde a Traci para obtener su ayuda contra los Shadowriders, un grupo de entidades que están cazando personas que pueden usar magia. Aunque escéptica debido a su reputación (del relato de su padre), finalmente se une brevemente a Night Force de Winter (que consta de jóvenes usuarios de magia familiares: Raven, Klarion el Niño Brujo, Zach Zatara, Black Alice y los recién llegados Skye y Robert Diaz) para combatir a los villanos asesinos mágicos y se revela como una fan de la heroína de los Jóvenes Titanes, Raven.

## Caracterización

### Sexualidad y romances
El personaje se presentó originalmente como un personaje heterosexual, ya que su única relación fue con Jaime Reyes antes de la continuidad reiniciada después de Flashpoint. Esta descripción es consistente con otras versiones mediáticas de Traci, ya que aparece tanto en Young Justice como en Teen Titans: The Judas Contract como el interés amoroso de Jaime Reyes. Cuando se reintrodujo en DC Rebirth, la historia del personaje se reinició retroactivamente con un nuevo trasfondo, presentando al personaje en una relación con la heroína de la Familia Superman, Natasha Irons.

## Poderes y habilidades
Como miembro de la raza homo magi, Traci 13 es capaz de manipular naturalmente las fuerzas de la magia; durante sus publicaciones en las que se la presenta como una usuaria de magia adolescente, posee un nivel de habilidad más alto que otros usuarios de magia adolescentes como Black Alice y Zachary Zatara, este último una vez afirmó ser el usuario de magia adolescente más poderoso. Las especialidades de Traci 13 en "magia urbana", un tipo de magia que le permite aprovechar las fuerzas mágicas que residen dentro de una ciudad para realizar magia. Ella también posee agudas habilidades de detective. La versión posterior de su personaje también muestra su magia urbana, lo que le otorga una inmensa comprensión de los conceptos científicos y las habilidades técnicas, pudiendo comprender el código binario y utilizar sus poderes junto con la tecnología. Sus habilidades mágicas pueden reforzarse a través de artefactos mágicos, una vez que se apropió del Bastón de Arion, creado por el hechicero antes mencionado; a través de la concentración, puede manipular sus energías arcanas para lanzar hechizos lo suficientemente poderosos como para competir contra otras poderosas entidades mágicas como Eclipso.

## Otras versiones

### 52
- Un personaje llamado Terry Thirteen aparecería brevemente en la serie semanal 52 como miembro de la sociedad Croatoan. Se cree que este personaje en realidad era Traci, pero que fue llamado erróneamente, debido a la supervisión de la editorial.[19]

### Flashpoint
- Traci aparece en el evento crossover de 2011 Flashpoint, como fue revelado por el blog de DC.[20] En esta realidad, Traci rescata a su padre estando en París antes de que fuese destruida por los atlantes, aunque se siente culpable de no poder salvar a su madre y a sus hermanos. Ella descubre que su padre y los demás superhéroes de todo el mundo se están preparando para tomar medidas drásticas para detener la guerra entre las amazonas y los atlantes. De alguna manera, recuerda detalles de cómo debería ser la realidad, y se encuentra con Madame Xanadu para pedirle consejo. Cuando intenta impedir que los héroes lancen armas nucleares, su padre la droga y procede a iniciar la cuenta regresiva.[21] Traci se teletransporta para pedir ayuda, pero no tiene éxito, y regresa para enfrentar a su padre. El Doctor Trece la ataca con magia, aparentemente ha aprendido magia negra.[22] Al no poder vencer a su padre, Traci decide teletransportarse a Europa Occidental para sacrificarse. El Doctor Trece finalmente llega y acepta a su hija de regreso. Pero cuando Traci es empalada por Amazonas, el Doctor Trece se enfurece y comienza una juerga asesina. Traci vuelve a la vida gracias a su conexión espiritual con la Tierra y logra detener a su padre mostrándole la conciencia planetaria. Cuando las armas nucleares están a punto de activarse, el Doctor Trece usa su magia para destruirlas. Traci rescata a su padre y los teletransporta a la Tierra. Se revela que ambos usaron toda su magia.[23]

## Apariciones en otros medios

### Televisión
- Traci Thirteen aparece en Young Justice,[24] con la voz de Lauren Tom. Presentada en la tercera temporada, esta versión es Traci Thurston, miembro del equipo que tiene una relación con Jaime Reyes. En la cuarta temporada, Thurston se convierte en estudiante de Zatanna y se une a sus Centinelas de Magia, durante el cual el grupo se convierte en Doctor Fate como parte de un acuerdo de rotación entre Zatanna y Nabu.
- En octubre de 2017, The CW anunció que se estaba desarrollando una serie dramática de una hora basada en Traci Thirteen y su padre, el Dr. Terrance Thirteen, titulada Project 13, con Elizabeth Banks adjunta como productora ejecutiva.[25] Sin embargo, el proyecto nunca llegó a buen término.

### Cine
Traci aparece en la película animada Los Jóvenes Titanes: El contrato de Judas, con la voz de Masasa Moyo. En esta versión, ella aparece trabajando en un comedor para personas de la calle donde Jaime Reyes es voluntario y se enamora de ella. Ella también usa una camiseta que dice "13" en ella.